# Papagaio-do-mar-de-penachos
O papagaio-do-mar-de-penachos (nome científico: Fratercula cirrhata) é uma ave marinha pelágica da família Alcidae encontrada no Oceano Pacífico Norte. Ela é uma das três espécies de papagaios-do-mar que formam o gênero Fratercula e é facilmente reconhecida por seu bico vermelho e tufos amarelos.

## Descrição
Papagaios-do-mar-de-penachos são os maiores entre as espécies de papagaios-do-mar, com cerca de 35 centímetros de comprimento e de envergadura e pesando cerca de 750 gramas. Pássaros das populações do Pacífico ocidental tendem a ser maiores que aqueles das populações do Pacífico oriental, e os machos costumam ser ligeiramente maiores que as fêmeas.

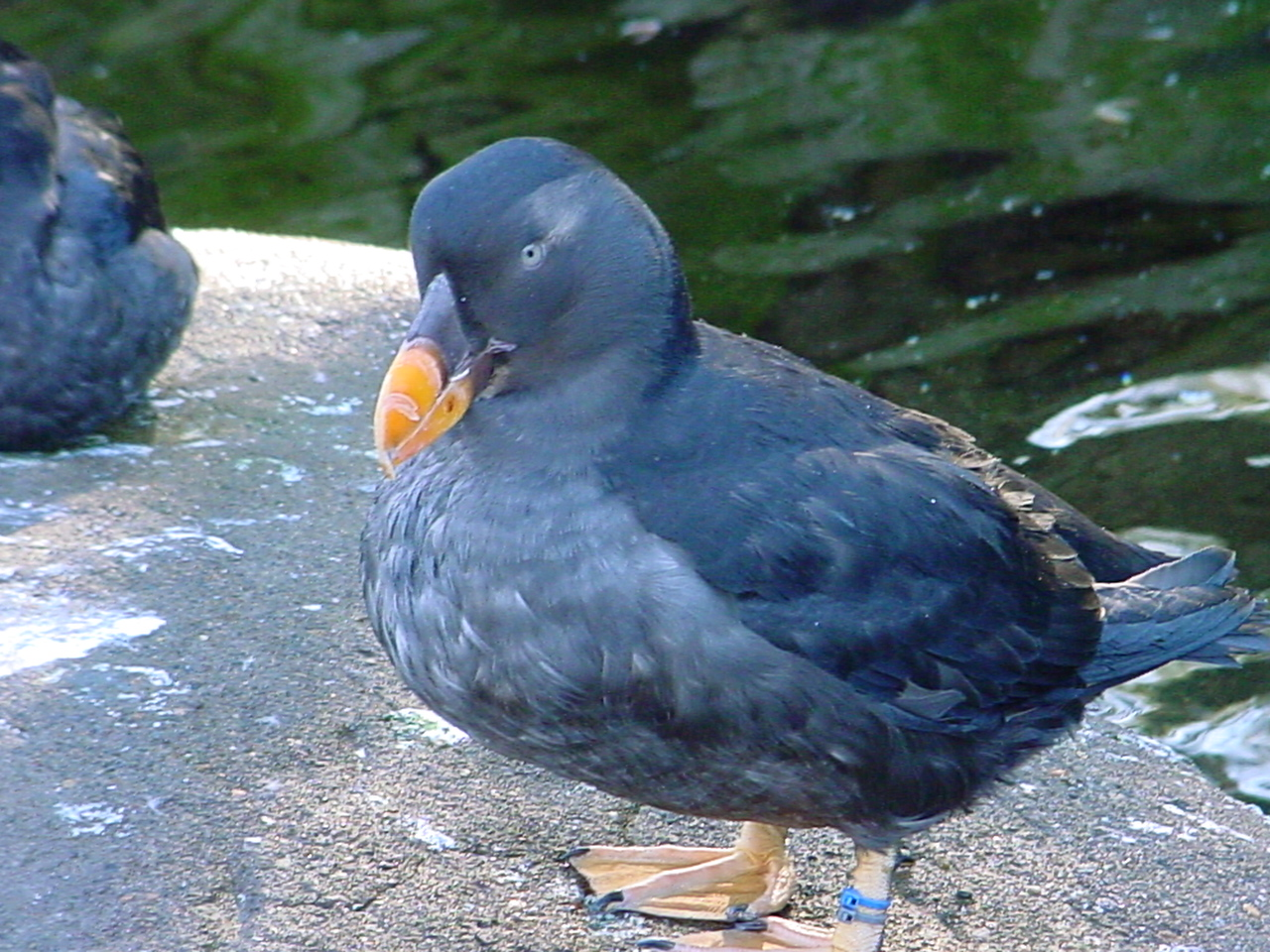
Adulto com plumagem de inverno.

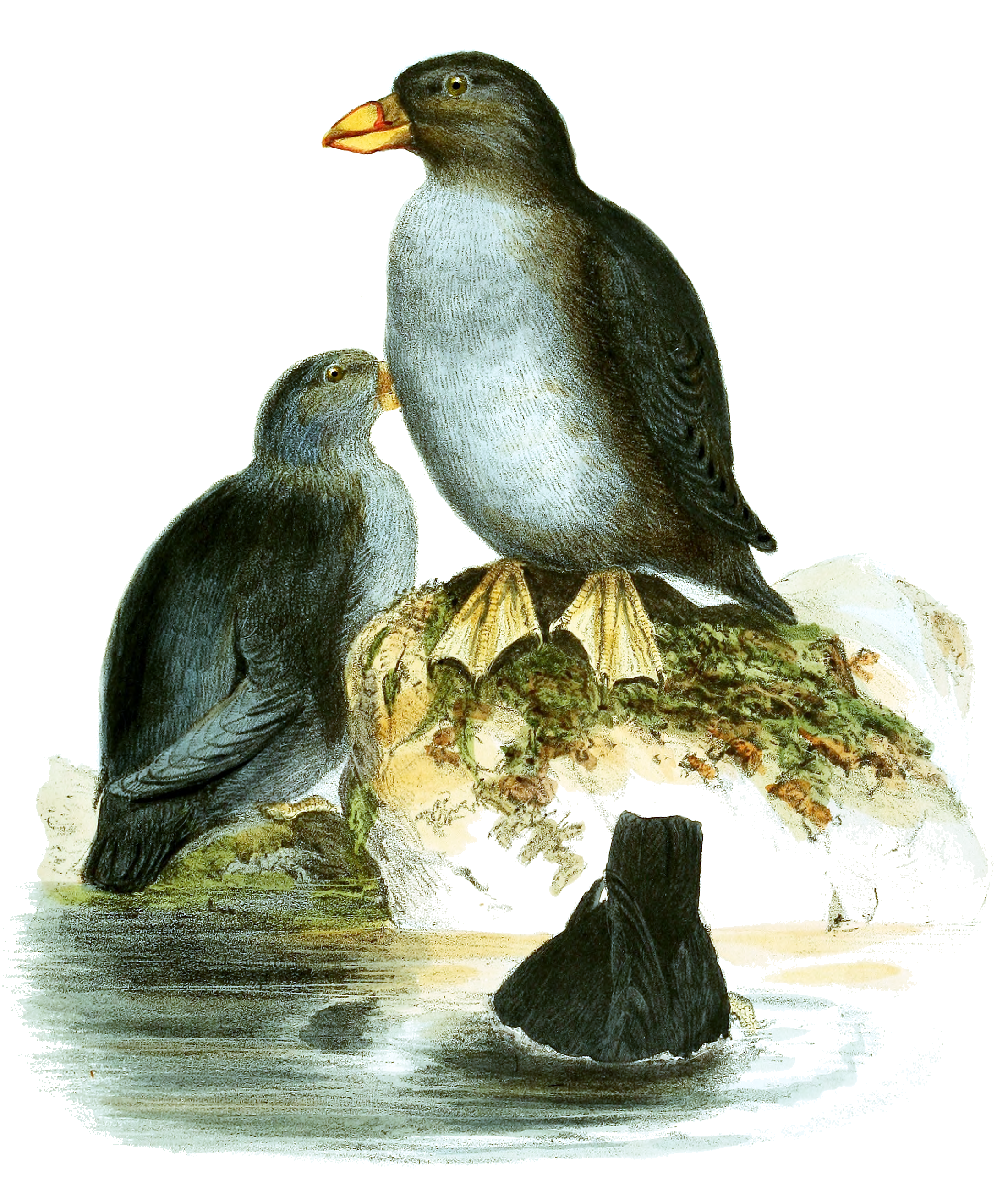
Ilustração de papagaios-do-mar-de-penachos jovens.

Eles possuem penas majoritariamente pretas com uma mancha branca na face e, como outras espécies de papagaios-do-mar, um bico grosso predominantemente vermelho com manchas amarelas e verdes ocasionais. Sua característica mais distintiva e origem de seu nome são seus penachos amarelos (em latim: cirri) que aparecem uma vez por ano em pássaros de ambos os sexos um pouco antes da época de reprodução no verão. Seus pés se tornam vividamente vermelhos e sua face se torna vividamente branca no verão. Durante a época de alimentação, o pássaro muda de penas perdendo seus penachos. Além disso, sua plumagem, bico e pés perdem sua vividez.
Assim como as de outros pássaros da família Alcidae, suas asas são relativamente curtas e adaptadas para mergulhar, nadar embaixo d'água e capturar presas ao invés de planar, coisa da qual eles são incapazes. Como consequência, eles possuem músculos do peito grossos e ricos em mioglobinas, adaptados para uma cadência rápida e aerobicamente extenuante que eles podem manter por longos períodos de tempo.
Papagaios-do-mar-de-penachos jovens se assemelham a adultos no inverno, mas com uma tonalidade castanha-acinzentada no peito a branca na barriga, bem como um bico raso e castanho-amarelado. O papagaio-do-mar-de-penachos mais velho a ser observado tinha seis anos de idade e foi encontrado no Alasca, mesma região onde ele havia sido registrado.

## Taxonomia
O papagaio-do-mar-de-penachos foi descrito pela primeira vez em 1769 pelo zoólogo alemão Peter Simon Pallas. O nome científico Fratercula vem do latim medieval fratercula, frade, uma referência à plumagem preta e branca que se assemelha a vestes monásticas. O nome da espécie cirrhata significa "cabeça encaracolada" em latim, derivado de cirrus, um cacho de cabelo.
Exemplares jovens foram inicialmente identificados incorretamente por Charles Lucien Bonaparte como uma espécie distinta de um gênero monotípico e nomeados Sagmatorrhina lathami (lit. "bico-de-sela de Latham" de sagmata "sela" e rhina "nariz").

## Distribuição ehabitat

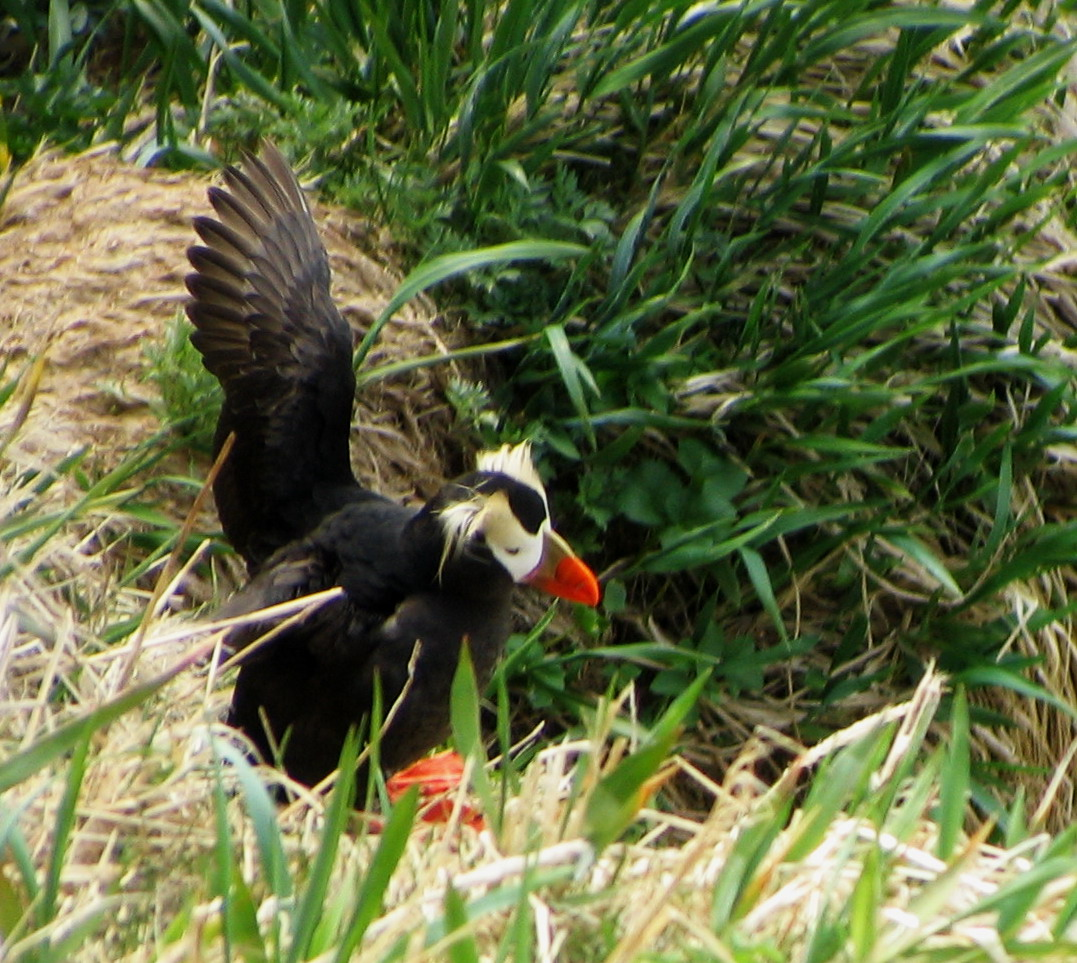
Adulto do lado de fora de uma toca nas Ilhas Curilas.

Papagaios-do-mar-de-penachos formam densas colônias de reprodução durante o verão desde o estado americano de Washington e a Colúmbia Britânica, passando pelo sudeste do Alasca e as Ilhas Aleutas, a Península de Camecháteca e as Ilhas Curilas até o Mar de Ocótsqui. Apesar de ocuparem o mesmo habitat que alguns papagaios-do-mar-cornudos (F. corniculata), os papagaios-do-mar-de-penachos ocupam regiões em geral mais orientais. Ninhos desses pássaros já foram encontrados em pequenos números até nas Ilhas do Canal da Califórnia. Entretanto, o último avistamento confimado nessas ilhas ocorreu em 1997.
Papagaios-do-mar-de-penachos tipicamente escolhem ilhas ou penhascos relativamente inacessíveis a predadores, próximos a águas produtivas, e com altitude o suficiente para que possam voar com sucesso. O habitat ideal é íngreme mas com substrato do solo relativamente macio e grama para a criação de tocas.

## Comportamento

### Reprodução

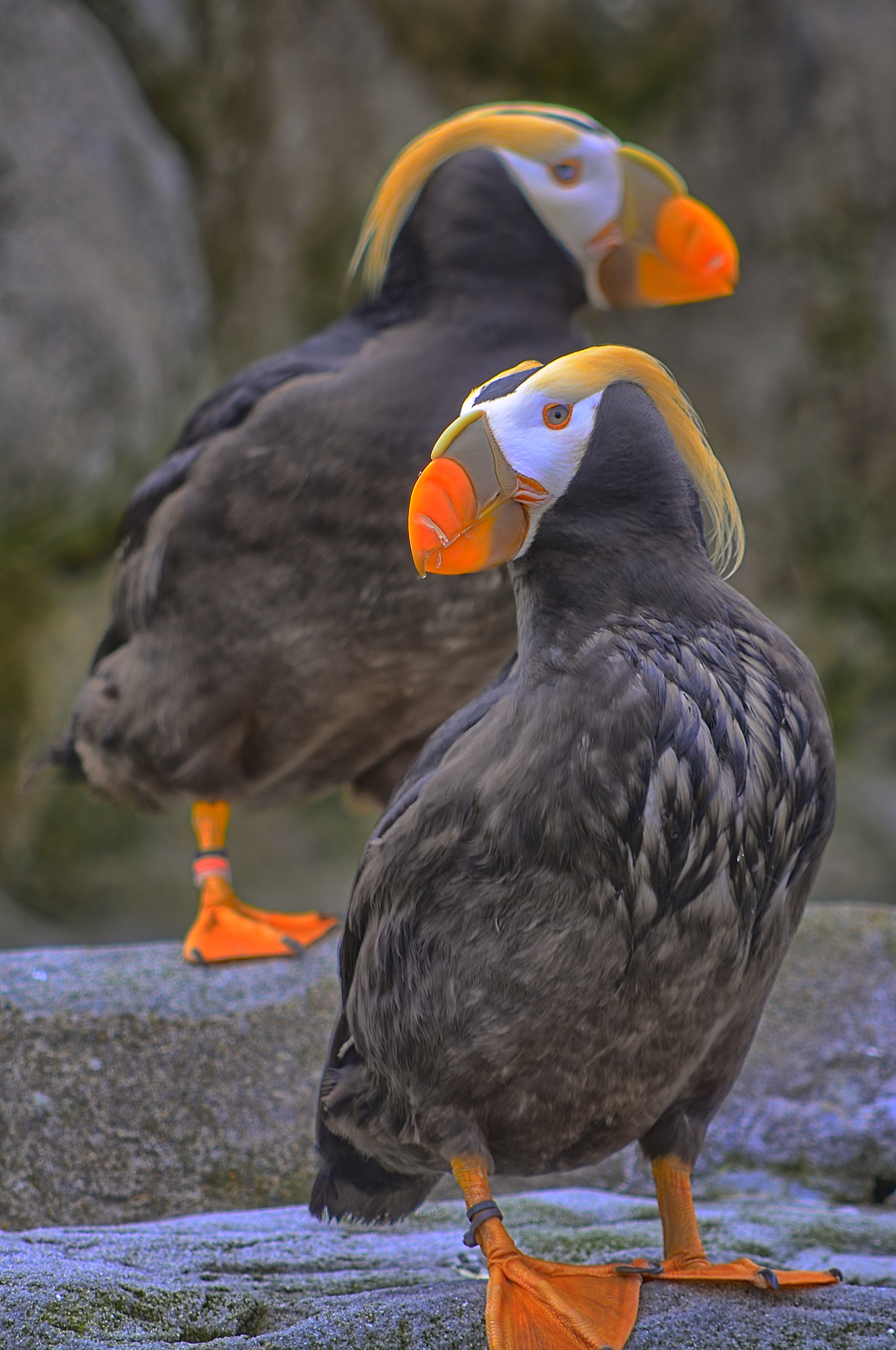
Adultos em época de reprodução no Oregon Coast Aquarium em Óregon.

A reprodução acontece em ilhas isoladas: mais de 25 mil pares já foram observados em uma única colônia perto da costa da Colúmbia Britânica. O ninho é geralmente uma simples toca cavada com o bico e os pés, mas por vezes uma fenda entre rochas é utilizada em seu lugar. Ela é bem preenchida com vegetação e penas. Adultos são monogâmicos e voltam anualmente para o mesmo ninho. O cortejo ocorre através de poses, pavoneamento e batida de bicos. Um único ovo é posto, geralmente em junho, e incubado pelos dois pais por cerca de 45 dias. Filhotes deixam o ninho cerca de 45 dias depois do nascimento.

### Dieta
Papagaios-do-mar-de-penachos se alimentam de uma variedade de peixes e invertebrados marinhos, que capturam ao mergulharem. Entretanto, sua dieta varia de acordo com a idade e local do animal. Adultos costumam depender em grande parte de invertebrados, especialmente lulas e krill. Filhotes em colônias costeiras se alimentam principalmente de peixes como Sebastidae e galeotas, enquando filhotes em colônias mais próximas a habitats pelágicos se alimentam de invertebrados. Peixes demersais são consumidos em alguma quantidade por quase todos os filhotes, sugerindo que papagaios-do-mar se alimentam até certo ponto no fundo do oceano.

### Predadores e ameaças
Papagaios-do-mar-de-penachos são predados por várias espécies de aves como corujas-das-neves, águias-carecas e falcões-peregrinos, e por mamíferos como raposas-do-ártico. Raposas parecem preferir papagaios-do-mar a outras aves, tornando este pássaro um alvo principal. Escolher penhascos inacessíveis e ilhas livres de mamíferos protege-os de predadores terrestres, enquanto pôr ovos em tocas os protege de caçadores de ovos como gaivotas e corvos.
Um número elevado de mortes na Ilha de São Paulo, Alasca, entre outubro de 2016 e janeiro de 2017 foi atribuído a mudanças no ecossistema graças ao aquecimento global.

## Relacionamento com humanos
Os povos aleútes e ainus do Pacífico Norte tradicionalmente caçavam papagaios-do-mar-de-penachos para sua carne e penas. Sua pele era usada para a criação de parcas, vestidas com o lado das penas para dentro, e os penachos eram utilizados para trabalhos ornamentais. Atualmente, a caça de papagaios-do-mar-de-penachos é ilegal ou desencorajada.

### Conservação no estuário de Puget
Muitas regras foram estabelecidas para a conservação de peixes e aves costeiras no estuário de Puget. O Departamento de Recursos Naturais do Estado de Washington criou reservas aquáticas ao redor das ilhas Smith e Minor. Mais de 150 km2 de habitats de terras marítimas e do fundo do mar foram incluídos na reserva aquática proposta. Além disso, a reserva da Ilha Protection também foi barrada ao público para ajudar na reprodução de aves marinhas. Essa ilha contém uma das duas últimas colônias de papagaios-do-mar no estuário de Puget, e cerca de 70% da população de papagaios-do-mar-de-penachos possui ninhos nessa ilha.